# Emanuel Cleaver
Pour les articles homonymes, voir Cleaver.
Emanuel Cleaver II, né le 26 octobre 1944 à Waxahachie dans le Texas, est un pasteur méthodiste, un militant des droits civiques et un homme politique américain, il a été le premier maire afro-américain de la ville de Kansas City et depuis 2005 il siège à la Chambre des représentants des États-Unis comme représentant du 5e district du Missouri sous l'étiquette du Parti démocrate et de 2011 à 2013 il est élu pour présider le Caucus noir du Congrès.

## Biographie

### Jeunesse et formation
Emmanuel Cleaver grandit à Waxahachie une petite ville du comté d'Ellis, près de Dallas dans une maison qui était une ancienne case pour les esclaves. En 1963, après la fin de ses études secondaires à la Booker T. Washington High School de Wichita Falls, il est accepté à la Prairie View A&M University, où il obtient son baccalauréat universitaire en sociologie (licence) en 1968. Puis il est admis au séminaire méthodiste la Saint Paul School of Theology (en) à Kansas City dans le Missouri pour devenir pasteur. Il obtient le Master of Divinity (en) (maîtrise de théologie) en 1972. Il est également membre de la fraternité afro-américaine inter-universitaire Alpha Phi Alpha à laquelle il rendra hommage au Congrès lors de son centième anniversaire en 2019,,,. Durant ses études à Kansas City il participe à la fondation de la branche locale de la Conférence du leadership chrétien du Sud,.

### Carrière
Il est le pasteur de l'église méthodiste unie St. James de Kansas City 1972 à 2009. Il y anime des émissions radiodiffusées.
Au début des années 1970, il se présente sans succès à plusieurs primaires démocrates pour être élu à la Chambre des représentants du Missouri et au conseil municipal de Kansas City, dans le Missouri. À partir de 1979, il est élu au conseil municipal de la ville. En 1991, il est élu maire de Kansas City avec 53 % des voix face à Bob Lewellen. Il est le premier Afro-Américain élu à ce poste. Réélu pour un second mandat en 1995, il reste maire jusqu'en 1999.
En 2004, il se présente à la Chambre des représentants des États-Unis dans le 5e district du Missouri, autour de Kansas City. Il remporte la primaire démocrate avec environ 60 % des suffrages face à Jamie Metzel. Il est élu représentant avec 55,2 % des voix face à la républicaine Jeanne Patterson (42,1 %).
En 2006 et 2008, il est réélu avec environ 64 % des suffrages face à Jacob Turk. Lors des trois élections suivantes, il affronte à nouveau Turk et des candidats libertariens, il se fait réélire avec 53,3 % des voix en 2010, 60,5 % en 2012 et 51,6 % en 2014.
Candidat à sa réélection en 2024, il remporte un onzième mandat en battant le républicain Sean Smith.

### Appartenance
Emmanuel Cleaver est membre de la National Association for the Advancement of Colored People (NAACP), après avoir fait partie des fondateurs de la Conférence du leadership chrétien du Sud de Kansas City, il reste membre du bureau,,, il remplit deux mandats comme président de la National Conference of Black Mayors (en), il fait également partie du Comité national démocrate,,.

### Vie personnelle
Emmanuel Cleaver est l'époux d'une psychologue et militante des droits civiques Dianne, le couple a donné naissance à quatre enfants : Evan Donaldson, Emanuel III, Emiel Davenport, Marissa Dianne,,,.

## Positions politiques
Il soutient Hillary Clinton lors des primaires présidentielles démocrates de 2008 et 2016.